# بيازونيانو
Pisoniano بيازونيانو هي بلدية في مدينة روما التابعة ل لاتسيو الإيطالية ، وتقع على بعد حوالي 40 كيلومتر (25 ميل) شرق روما.
تقع بيازونيانو Pisoniano على حدود البلديات التالية: Bellegra وCapranica Prenestina وCerreto Laziale وCiciliano وGerano وSan Vito Romano.

## المدن التوأم
- Sannat، Malta

## روابط خارجية
- الموقع الرسمي
 باللغة الإيطالية